# Стешиці
Стешиці (біл. вёска Сцэшыцы) — село в складі Вілейського району Мінської області, Білорусь. Село є адміністративним центром Стешицької сільської ради, розташоване в північній частині області.

## Історія
У 1921–1945 роках село знаходилось у Польщі, у Вільнюській воєводстві, Вілейського повіту, гміні Довгиново.

## Населення
- 1866 рік - 161 люди, 16 будинки[1]
- 1921 рік - 280 люди, 58 будинки[2].
- 1931 рік - 304 люди, 61 будинки[3].